# Kloster Bedernau
Das Kloster Bedernau  ist ein ehemaliges Kloster der Wilhelmiten in Breitenbrunn in Bayern in der Diözese Augsburg.

## Geschichte
Das geweihte Kloster wurde 1250 gegründet durch Schwigger II. von Mindelheim; es wurde schon 1263 wieder aufgelöst. 1263 zog der Konvent nach Mindelheim, nachdem er sich kurz zuvor dem Orden der Augustinereremiten angeschlossen hatte.
Es gibt außerhalb des Ortskerns noch ein Flurstück, welches Kloster genannt wird.